# Charles Rich, 4. Earl of Warwick
Charles Rich, 4. Earl of Warwick (* 1616; † 14. August 1673) war ein englischer Adliger und Politiker.
Er war der zweite Sohn des Robert Rich, 2. Earl of Warwick, aus dessen erster Ehe mit Frances Hatton.
Von 1645 bis 1653 war er als Burgess für Sandwich in Kent und 1658 bis 1659 als Knight of the Shire für Essex Mitglied des House of Commons. Im Englischen Bürgerkrieg stellte er sich auf die Seite des Parlaments.
Als 1659 sein älterer Bruder Robert Rich, 3. Earl of Warwick, starb, erbte er dessen Adelstitel als 4. Earl of Warwick und 6. Baron Rich und wurde dadurch Mitglied des House of Lords.
1641 hatte er Lady Mary Boyle (1625–1678), eine jüngere Tochter des Richard Boyle, 1. Earl of Cork, geheiratet. Mit ihr hatte er einen Sohn, Charles Rich, Lord Rich (1643–1664), der 1662 Lady Anne Cavendish, Tochter des William Cavendish, 3. Earl of Devonshire heiratete, aber bereits zwei Jahre später kinderlos starb.
Da er keine Nachkommen hinterließ, fielen seine Adelstitel bei seinem Tod, 1673, an seinen Cousin Robert Rich, 2. Earl of Holland.